# Michigan
Michigan és un estat dels Estats Units d'Amèrica. El seu nom prové del Llac Michigan, el qual prové al seu torn de la paraula Chippewa meicigama, que vol dir "aigua gran". Rodejat de quatre dels Grans Llacs, Michigan és l'estat continental dels Estats Units amb més costa i més embarcacions recreatives que cap altre estat de la unió.
Michigan és principalment conegut perquè és el lloc on va néixer la indústria de l'automòbil. Però cal saber que avui en dia és una destinació turística de primer ordre.
Michigan també és molt coneguda per les seves ciutats, Detroit en primer lloc.

## Geografia
Michigan, únicament entre els estats dels EUA, consisteix en dues penínsules, la Península Superior (en anglès Upper Peninsula o UP) i la Península Inferior (Lower Peninsula). Les penínsules són separades per l'estret de Mackinac (pronunciat /ˈmækɨnɔː/), un cos d'aigua que uneix els llacs de Michigan i Huron; al punt més estret, fa vuit kilòmetres d'ample, i és creuat pel Pont de Mackinac.
Els llacs Superior i Huron-Michigan (habitualment considerats dos llacs separats, però geogràficament una sola unitat) són els dos llacs d'aigua dolça més grans del món. Aquests llacs, amb el Llac Erie i el Llac Ontario formen els Grans Llacs d'Amèrica del Nord, i tots excepte Llac Ontario limiten amb el territori de Michigan. A més de limitar amb aquests Grans Llacs, l'estat de Michigan té 64.980 llacs interiors.

### Península Superior
La Península Superior és en gran part rural; té un 17% del territori de Michigan, però solament 3% de la població. La ciutat més gran de la península és Marquette, que té una població de menys de 20 mil persones. Indústries importants de la Península Superior inclouen la mineria, la fustera, i el turisme. Durant el segle xix, la mineria, sobretot del ferro i el coure, era la indústria més important de la península superior, però durant el segle xx va ser reemplaçat per altres.

### Península Inferior
La majoria de la població de Michigan habita la península Inferior. Totes les ciutats més grans de Michigan són aquí. Les indústries importants de la península Inferior inclouen la manufactura (particularment dels automòbils) i l'agricultura. La forma de la península Inferior s'assembla a una manyopla. Per això els habitants d'allà tradicionalment indiquen el seu lloc d'origen assenyalant-lo en el palmell de la mà dreta com si fos un mapa.